# Hugh Greene
Sir Hugh Carleton Greene KCMG OBE (* 15. November 1910 in Berkhamsted (Hertfordshire); † 19. Februar 1987 in London) war ein britischer Journalist. Hugh Greene war nach 1945 im Auftrag der britischen Besatzungsmacht Organisator des Nordwestdeutschen Rundfunks (NWDR) und später bis zum 31. März 1969 als Generaldirektor der BBC tätig. Hugh Carleton Greene war neben zwei weiteren Brüdern der jüngere Bruder des Schriftstellers Graham Greene.

## Leben

### Familie
Hugh Greene stammte aus einer vermögenden Familie. Den Grundstein zum Reichtum hatte sein Urgroßvater Benjamin (* 1780) gelegt, der als 19-jähriger Brauer zusammen mit einem Partner die bankrotte Brauerei in der Westgate Street in Bury St. Edmunds übernahm und so erfolgreich führte, dass er sich bereits 1810 Zuckerrohrplantagen auf St. Kitts kaufen konnte. An der Brauerei hielt die Familie auch zur Zeit von Hugh noch Anteile.
Hughs Vater Carles Henry (* 1865) war ab 1889 Lehrer an der Berkhamsted Public School und stieg dabei 1894 zum Vorsteher des Pensionshauses und 1910 zum Schulleiter auf. Letzteres bedeutete, dass er das Schulhaus beziehen durfte. Hugh besuchte die Schule, die sein Vater leitete.
Greene war viermal verheiratet: mit der Britin Helga Guinness, der Amerikanerin Elaine Shaplen, der deutschen Kabarettistin und Schauspielerin Tatjana Sais sowie mit Sarah Grahame.

### Studium
Im Dezember 1928 erhielt Greene ein Stipendium für das Merton College in Oxford. Vor dem Studienbeginn ging er noch eine kurze Zeit ins Ausland. Dabei hätte aufgrund seiner Sprachkenntnisse Frankreich nahegelegen, aber weil sich die englische Mittelschicht damals für die Weimarer Republik und Goethe begeisterte, entschied er sich für Deutschland. In Marburg an der Lahn wohnte er bei der verwitweten Frau von Pritzelwitz und ihrer Familie. Diese Frau legte noch Wert auf die Förmlichkeiten des Kaiserreichs; so war es üblich, nach Aufhebung der Tafel der Dame des Hauses die Hand zu geben und einen Diener zu machen.
Das Merton College war ein reiches College mit kaum mehr als 100 Studenten und Oxford eine damals noch sehr ruhige Stadt mit wenig Straßenverkehr. Als Abschlussfächer hätten Philosophie und Geschichte der Antike nahegelegen, doch Greene hielt sich nicht für einen philosophischen Kopf. Im Fach Deutsch gab es nur einen langweiligen Tutor. Die Empfehlung einer Freundin, es mit dem Werk von Immanuel Kant zu versuchen, das sich auf Englisch leichter als auf Deutsch verstehen ließe, scheiterte daran, dass er schon nach einer Seite Kant-Lektüre einschlief. Schließlich machte Greene einen Abschluss in englischer Literatur, was er auch rückblickend für eine vernünftige Entscheidung hielt.

### Als Zeitungskorrespondent
Greene erwog zunächst, Universitätslehrer zu werden, doch riet man ihm davon ab, da er sich mit dem ruhigen Hochschulleben nicht anfreunden könne. So versuchte er es im Journalismus, einem Gebiet, auf dem er zumindest schon minimale Erfahrung hatte: bereits am 31. März 1931 schrieb er einen 18-zeiligen Zeitungsartikel über einen Brand. Die Provinz interessierte ihn aber nicht, sodass er nach München ging. Dabei hatte er nur die Zusage für ein Zeilenhonorar von den Zeitungen New Statesman und Daily Herald sowie £ 200 Zuschuss von seinem Vater unter der Bedingung, bei Erfolglosigkeit nach einem Jahr zurückzukehren, um die Prüfung für den britischen Staatsdienst zu absolvieren.
Im Dezember 1933 fuhr Greene zunächst nach Berlin, um sich mit dem Korrespondenten King vom Daily Herald zu treffen. Dieser gab ihm Visitenkarten mit der Aufschrift Korrespondent der Detroiter Daily News, da sowohl New Statesman wie auch Daily Herald zu links orientiert waren, um sich in München halten zu können. Damit gelang es Greene auch, Ende des Monats bei der SS eine Besuchsgenehmigung für das KZ Dachau zu bekommen, über das er später schrieb, es sei das Böse am helllichten Tag, kein schattenhafter Albtraum. Ein erster Höhepunkt war ein Interview mit dem Clown Grock. In München sah er Adolf Hitler und Joseph Goebbels aus der Nähe. Das erste Weihnachtsfest in Deutschland verbrachte Greene beim britischen Konsul Donald St. Clair Gainer, wo er mit Eustance Wareing, dem Daily-Telegraph-Korrespondenten für Deutschland, bekannt gemacht wurde. Im Januar 1934 verdiente Hugh bereits 200 RM. Im Februar 1934 holte Wareing ihn als Assistenten nach Berlin, wo er nach einer einmonatigen unbezahlten Probezeit 500 RM, aber noch keine Dauerstellung bekam. Dabei handelte es sich um den Mindestlohn gemäß der National Union of Journalists. Zu seinen Aufgaben gehörte das Durchsehen der deutschen Zeitungen, wobei besonders auf Artikel zu achten war, in denen Deutschland auf britische Nachrichten reagierte. Hinzu kam das Pflegen von Kontakten zu Vertretern der Regierung, der Partei und Banken und der antifaschistischen Opposition. Greene las Mein Kampf, erkannte rasch, dass darin die Hauptpunkte von Hitlers Absichten beschrieben waren, und hielt es für unverantwortlich, dass führende Politiker im westlichen Ausland das Buch ignorierten.
Als der Wiener Telegraph-Korrespondent im März 1938 ausgewiesen wurde, da er den deutschen Einmarsch zu eindringlich beschrieben hatte, ersetzte ihn Greene vorübergehend. Im Mai 1938 ging Eustance Wareing nach Paris und Greene wurde sein Nachfolger; als Chefkorrespondent verdiente er nun über £ 1.000 jährlich, worüber er mit den Worten Jetzt bin ich vierstellig vor Freude durch die Wohnung gehüpft sein soll. Nach dem deutschen Einmarsch in Prag im März 1939 sah er sich gezwungen zu flüchten, was zur Folge hatte, dass Greene dorthin ging. Am 4. Mai 1939 wurden sechs Korrespondenten, darunter Greene, mit der Begründung ausgewiesen, es handle sich um eine Vergeltung für die Ausweisung Dr. Rösels aus London. (Rösel war offiziell Korrespondent der National-Zeitung, betätigte sich in Wahrheit aber als Chefpropagandist.)
Greene ging dann im Juni 1939 nach Warschau und befand, Polen wiege sich in einer törichten Selbstzufriedenheit; das Land kam ihm im Vergleich zu Berlin frei und lebendig vor, obwohl es sich im Grunde um eine Militärdiktatur handelte. Als er nach Kriegsausbruch erfuhr, dass die polnische Regierung mitsamt der britischen, französischen und US-Botschaft in den kleinen Kurort Nałęczów übersiedelte, machte er sich am 5. September mit seinem PKW inmitten eines Flüchtlingsstroms ebenfalls auf den Weg dorthin. Am Abend des 6. September erfuhr er in der Poststation Nałęczów, wo die britische Botschaft Unterschlupf gefunden hatte, dass die deutsche Armee nur 10 Meilen entfernt sei, und begab sich unverzüglich nach Rumänien, erreichte am 9. September die Grenzstadt Czernowitz und setzte seine Tätigkeit dann in Bukarest fort, wo er als Hotelgast im Athenée Palace lebte und von der Ermordung des Ministerpräsidenten Armand Călinescu am 21. September berichten konnte: Nach der Ermordung waren sämtliche Telefonverbindungen blockiert, woraufhin sich die Journalisten an die Grenze begaben, um ihre Nachrichten absetzen zu können, was aber nicht funktionierte. Greene litt an Kolitis, blieb deswegen in der Stadt und konnte dann als einziger seine Informationen übermitteln, als die Leitungen am Abend wieder arbeiteten.
Im November 1939 bat die Londoner Redaktion um Berichte über die Deutschen von den Niederlanden aus. Daraufhin begab sich Greene im Dezember nach Amsterdam. Anfang Mai 1940 wartete er dann in Brüssel den deutschen Angriff ab und reiste dann einen Tag vor dem deutschen Einmarsch ab.

### Militärdienst
Zurück in London erfuhr Greene, dass sein Jahrgang im Herbst eingezogen werde und meldete sich daraufhin freiwillig als Offizier, um eine angenehme Stelle zu bekommen. Er war dann als sogenannter Filialleiter bei der Air Force tätig – so nannte der Nachrichtendienst diejenigen, die jeweils für zwei Grafschaften zuständig waren und bei Abstürzen deutscher Flugzeuge überlebende Piloten verhörten. Die BBC bot ihm die Redaktion der Nachrichtensendungen für Deutschland an. Sowohl der Informationsminister Duff Cooper wie auch der Luftfahrtminister Sir Archibald Sinclair unterstützten diesen Verwendungsvorschlag, zumal es sich um eine wichtige Aufgabe handelte, für die sich Greene mit seinen exzellenten Deutschkenntnissen besonders eignete.

### Beim Deutschen Dienst der BBC
Am 15. Oktober 1940 wurde Greene Chefredakteur für die Nachrichtensendungen des deutschsprachigen Programms im Europadienst der BBC. Der Europadienst unterstand im Krieg der Political Warfare Executive (PWE), deren Richtlinien beachtet werden mussten. Anfangs wurden die Nachrichten in der Zentralen Nachrichtenredaktion geschrieben und dann in die Fremdsprachen übersetzt. Der Leiter des Frankreichdienstes Darsie Gillie, den Greene schon als Times-Korrespondent kannte, setzte dann eigene Texte für jedes Land durch. Rückblickend sagte Greene dazu: 
Wenn die Nachrichten der wichtigste Teil ihrer Produktion sein sollten, und sie waren es ja eindeutig, dann musste die Textgestaltung den Bedürfnissen des Empfängerlandes und den dortigen Bedingungen Rechnung tragen.
 Bei den Texten war dann die Einflussnahme der BBC ebenso groß wie die der PWE, welche wöchentlich sehr detaillierte Anweisungen zu möglichen Nachrichten gab und beschrieb, welche Generallinie einzuhalten war. Probleme gab es immer dann, wenn es zu Ereignissen kam, für die es keine Anweisungen gab. Greene gelang es, einen autonomen Nachrichtendienst für Deutschland aufzubauen. Dabei setzte er darauf, immer die Wahrheit zu berichten: 
Ich sagte mir: Wenn wir den Krieg verlieren und die Deutschen England überfallen, werden wir sowieso alle erschossen, also können wir getrost die Wahrheit sagen. Wenn wir durchhalten und das Blatt sich wendet, wird die Tatsache, dass wir bei der Wahrheit geblieben sind, bedeuten, dass das deutsche Volk uns weiterhin glauben wird. Und so ist es dann auch gekommen.
 Mit 29 Jahren leitete Greene nun erstmals eine größere Gruppe von Menschen, nachdem er als Korrespondent bisher allenfalls ein oder zwei Mitarbeiter unter sich gehabt hatte. Dabei besaß er großes Geschick: Er sprach in Konferenzen nur wenige, aber entscheidende Sätze, verlangte von seinen Untergebenen einfach zu verstehende Texte und schreckte auch nicht davor zurück, Leute zu entlassen, die sich nicht daran hielten. Zur Redaktion gehörten viele Flüchtlinge aus Deutschland, die aus dem Verlagswesen kamen oder Schriftsteller waren. Im August und September 1942 reiste Greene nach Stockholm, um das Hören eines gestörten Senders in der Praxis zu erleben. Es zeigte sich, dass bei Störgeräuschen tiefe Stimmen und einfache, langsame Formulierungen besser verstanden werden konnten. Lange Features entfielen fortan, und zwei Sprecher sorgten mit ihren unterschiedlichen Stimmen für mehr Aufmerksamkeit. BBC wurde die wichtigste ausländische Informationsquelle für Deutsche, die sich unabhängig von den Goebbelschen Lügen informieren wollten.
Am 28. April 1945 besuchte Greene erneut das Konzentrationslager Dachau. Dort traf er unter den Insassen auf einen französischen Journalisten, den er aus seiner Berliner Zeit kannte.

### Nach dem Krieg
Robert Skelton von News of the World bot Hugh Greene im Juli 1945 an, für seine Zeitung Europa-Korrespondent mit Sitz in Paris zu werden, für ein Gehalt von £ 2.500 plus Spesen, beliebigen Reisen und der Zusage, dass alle Texte unverändert gedruckt werden. Andererseits hatte die BBC einen wenigstens dreimonatigen Auslandsaufenthalt nach dem Frühjahr 1946 zugesichert, weswegen aus der Offerte von News of the World nichts wurde.
So kam es, dass Hugh Greene eine Art BBC für Deutschland aufbaute: Nach der Besetzung Deutschlands änderte sich die Stimmung bei den Alliierten, man wollte eine liberale und demokratische Gesellschaft in Deutschland schaffen. Im Dezember 1945 bekam Alex Bishop den Auftrag, Informationsdienste, Presse, Rundfunk und Film aufzubauen. Für den Rundfunk schuf er nach dem Vorbild des BBC-Inlanddienstes den NWDR mit seinen Funkhäusern in Hamburg und Köln und übertrug W. A. Palmer die Organisation dafür. Dieser Mann vermochte es aber nicht, die deutschen Mitarbeiter zu überzeugen, woraufhin Bishop im Juli 1946 schriftlich beim BBC-Generaldirektor Sir William Haley nach einem Ersatz fragte. Dieser hörte sich um und schlug Hugh Greene vor.

### Aufbau des NWDR
Greene kam im Oktober 1946 als Organisator hinzu und hatte den Plan, aus dem NWDR eine Anstalt des öffentlichen Rechts zu machen, die unabhängig von kommerziellen Interessen und politischem Druck der Regierung sein sollte, zentralisiert und durch Rundfunkbeiträge finanziert. Eine völlige Unabhängigkeit des Rundfunks von politischen Parteien konnte er nicht erreichen. Das Fundament sollte wie in der Tradition der BBC im öffentlichen Rundfunk durch Unabhängigkeit, Unvoreingenommenheit und Toleranz gekennzeichnet sein. Der NWDR sollte durch Greenes Einfluss zu einem Medium der politischen, kulturellen und hin zu einer liberalen demokratischen Erziehung mit Toleranz und Kompromissfähigkeit werden. Kaum waren die Parteien in Deutschland offiziell zugelassen, kam es zu Auseinandersetzungen über die Kontrolle des Rundfunks.
Es ging den Parteien dabei um Wählerstimmen. Der Rundfunk sollte nach Greenes Vorstellung aber kein Sprachrohr der Parteien werden, sondern die Deutschen sollten sich selbst über Einstellungen, Werte und Ideale informieren können. Nachdem Adolf Grimme (SPD) als Generaldirektor und Heinrich-Georg Raskop (CDU) in den Verwaltungsrat gewählt worden waren, übergab Greene seinen Nachfolgern den NWDR am 15. November 1948:
In meiner Rede im großen Konzertsaal, wo ich mich vor mehr als zwei Jahren zum ersten Mal an die NWDR-Mitarbeiter gewandt hatte, unterstrich ich – dies übrigens weder zum ersten noch zum letzten Mal - dass der öffentlich-rechtliche Rundfunk staatlichen und parteipolitischen Zwängen so weit wie möglich entzogen sein muss… Als ich vom Podium herunterkam, knurrte mir Herr Brauer, der Bürgermeister von Hamburg, leise, aber unüberhörbar feindselig ins Ohr: »Sie werden Ihr Ziel nicht erreichen, Mr. Greene. Sie werden es nicht erreichen.«
Nachfolger des NWDR wurden später der NDR und der WDR. Die TV-Abteilung des NDR, das NDR-Fernsehen, befindet sich heute am Hugh-Greene-Weg in Hamburg-Lokstedt.

### BBC
Greene übernahm am 15. Januar 1949 bei der BBC die Leitung des Osteuropa-Dienstes, der für die Sendungen für die Sowjetunion, Rumänien, Bulgarien, Jugoslawien, Albanien, und Griechenland zuständig war. Im Jahre 1950 wurde er von König Georg VI. zum Knight Commander of the Order of St. Michael and St. George (KCMG) ernannt und damit zum Ritter geschlagen. Greene war außerdem Officer of the Order of the British Empire (OBE). Die Jahre 1950 bis 1951 verbrachte er in Malaya. Dort wurde ein Experte für psychologische Kriegführung gebraucht. Zurück nach London 1951 arbeitet er beim Efficiency Committee, in dem die Leistungsfähigkeit der BBC erfasst wurde und war danach Stellvertretender Chef des Überseedienstes. Greene hatte zwar ausgezeichnete journalistische Kenntnisse erlangt, aber keine Erfahrung über die Funktionsweise einer Institution, und das sollte sich auf Bestreben seines Mentors Sir Ian Jacob (Generaldirektor ab 1952) ändern. Greene sollte die Rentabilität für den Verkauf von BBC-Fernsehfilmen in Form eines TV-Überseedienstes ermitteln. Mit dieser eindrucksvollen Untersuchung beeindruckte er seine Kollegen durch Greene bekanntlich fehlende Fernseherfahrung. Greene versuchte, für den TV-Überseedienst in Nordamerika von der BBC erstellte Filme mit Bildungsinhalten zu verkaufen. Die Pläne mussten aufgrund des privaten Fernsehens und dem dadurch gesättigten Markt geändert werden, indem der Stellenwert auf die Verbreitung und nicht mehr auf den kommerziellen Nutzen gelegt wurden. Bis Dezember 1954 war er Stellvertreter und übernahm ab dann die Leitung des Überseedienstes. Er war dessen Leiter bis Oktober 1956 und trat dann den Posten als Verwaltungsleiter (Director of Administration) an. Dort war er für Personalfragen, Verwaltung, Finanzen, Copyright-Angelegenheiten und für das Betriebsklima der gesamten BBC zuständig. Nachdem Greene einen umfangreichen Einblick über die Verwaltungsarbeit bekommen hatte, wurde er im August 1958 „Programmdirektor für Nachrichten“ (DNCA). Er war in dieser Position für die Leitung sämtlicher BBC-Produktionen von Nachrichten im Rundfunk und Fernsehen zuständig, die mit magazinartigen Sendungen, Vorträgen und Dokumentationen zu tun hatten.

### Generaldirektor 1960–1969
Am 1. Januar 1960 wurde er Generaldirektor der BBC, der er bis 1969 vorstand. In dieser Zeit bekam die BBC zunehmend Konkurrenz durch den privaten Sender ITV. Greene kämpfte durch zahlreiche Umstrukturierungen gegen den Verlust von Zuschauerquoten. Unter anderen öffnete Greene die BBC für die breite Masse und verabschiedete sich von dem Gedanken, für eine bestimmte Schicht zu senden. Durch ein attraktives Programm für Jugendliche sollte eine moralische Kraft geschaffen werden. Eine seiner ersten Überlegungen war eine Veränderung im Programmplan durch die verbesserte Gestaltung des Abendprogrammes. Es fand eine Debatte über die Zukunft des Hörfunks und Fernsehens statt, die mit der Pilkington-Untersuchung vom Juli 1960 ihren Höhepunkt hatte. Den Vorsitz der Untersuchung hatte Harry Pilkington. In der Untersuchung wurden Fragen über die Gültigkeit und den Stellenwert einer kommerziellen Nutzung gestellt. Greene war die nächsten zwei Jahre mit Überzeugungsarbeit bei einflussreichen Leuten und Mitgliedern des Ausschusses über die Vorzüge des öffentlich-rechtlichen-Rundfunks beschäftigt. Die Unabhängigkeit durch Werbeeinnahmen sollte bestehen bleiben, und es sollte die volle Rundfunkgebühr an die BBC zur Entwicklung ihrer technischen Anlagen und die Einführung eines zweiten Kanals abgeführt werden, da ein Teil der Gebühren vom Finanzamt und Postministerium einbehalten wurde. Er wollte auch einen zweiten Kanal als Alternative zum seriösen BBC-Programm aufbauen.